# أشكر (غرناطة)
بلدية أشكر أو إشكر أو أويسكار (بالإسبانية: Huéscar) هي بلدية تقع في مقاطعة غرناطة التابعة لمنطقة أندلسية جنوب إسبانيا.

## الديموغرافيا
بلغ عدد سكان بلدية أشكر 8.131 نسمة عام 2011 (وفقاً للمعهد الوطني الإسباني للإحصاء).
| 8.369 | 8.024 | 8.144 | 8.225 | 8.236 | 8.232 | 8.131 |

## توأمة
لأويسكار اتفاقيات توأمة مع كل من:
- Kolding Municipality [الإنجليزية]‏ منذ (1982 - )
- كولدنغ (1982 - )

## أعلام
- إستر غونزاليس
- وسام بن يدر